# Nemanema brachyure
Nemanema brachyure är en rundmaskart som först beskrevs av Allgen 1932.  Nemanema brachyure ingår i släktet Nemanema och familjen Oxystominidae. Inga underarter finns listade i Catalogue of Life.